# Касерес, Пабло
Пабло Доминго Касерес Родригес (исп. Pablo Domingo Cáceres Rodríguez; родился 22 апреля 1985 года, Монтевидео) — уругвайский футболист, защитник.

## Биография
Касерес начал карьеру в клубе «Данубио». В 2005 году он дебютировал в уругвайской Примере. В 2006 году Пабло перешёл в нидерландский «Твенте», но дебютировать за команду не смог. Летом того же года Касерес подписал контракт с немецким «Дуйсбургом». 12 августа 2007 года в матче против дортмундской «Боруссии» он дебютировал в Бундеслиге. По итогам сезона команда вылетела во Вторую Бундеслигу, но Пабло остался в клубе.
Летом 2009 года Касерес перешёл в кипрскую «Омонию». 16 июля в матче квалификации Лиги Европы против фарерского ХБ он дебютировал за новую команду.
В начале 2010 года Пабло вернулся в «Данубио». Летом того же года Касерес перешёл в аргентинский «Тигре». 28 августа в матче против «Кильмеса» он дебютировал в аргентинской Примере. Летом 2011 года Пабло присоединился к испанской «Мальорке». Сумма трансфера составила 700 тыс. евро. 28 августа в матче против «Эспаньола» он дебютировал в Ла Лиге. Летом 2012 года Пабло был отдан в аренду в итальянский «Торино». 13 января в матче против «Сиены» он дебютировал в итальянской Серии A.
В начале 2014 года Касерес присоединился к «Рейнджерс» из Тальки. 15 января в матче против «Эвертона» из Винья-дель-Мар он дебютировал в чилийской Примере. Летом Пабло вернулся в «Тигре», где провёл следующие полгода. В начале 2015 года Касерес был отдан в аренду в «Атлетико Тукуман». 27 марта в матче против «Институто» он дебютировал в Примере B. По итогам сезона Пабло помог клубу выйти в элиту, а руководство выкупило трансфера игрока. В начале 2017 года Касерес перешёл в мексиканскую «Пуэблу». 1 мая в матче против «Некаксы» он дебютировал в мексиканской Примере. В начале 2018 года контракт с Пабло истёк.